# Хадсонски соко
Хадсонски соко (енгл. Hudson Hawk) америчка је акциона филмска комедија из 1991. у режији Мајкла Лемана. Брус Вилис игра главну улогу, а такође је и коаутор приче.
Еди, провалник, је условно отпуштен из затвора и одлучује да живи легално. Али га уцењују мрачне силе, предвођене лукавом америчком корпорацијом која жели глобалну владавину, да опљачкају драгоцена уметничка дела Леонарда да Винчија.

## Радња
Чувени лопов и провалник Еди Хокинс, звани Хадсонски соко (Брус Вилис), управо је пуштен из затвора уз кауцију и одмах открива да сви од њега желе само једно: да почини још једну крађу. Испоставило се да све нити воде до злокобне корпорације Мејфлауер Индустрис, коју воде луди муж и жена. Потребан им је Хокинс да украде артефакт који је направио сам Леонардо да Винчи који претвара олово у злато. Уз њу ће обезвредити светске резерве злата како би уметничка дела постала главна светска вредност.
Делови ове машине су сакривени у разним Леонардовим ремек-делима: статуа коња Сфорца, Кодекс и хеликоптер.
Хокинс, као и његова љубавница, ватиканска тајна агенткиња Ана Барагли (Енди Мекдауел), морају да зауставе заверенике.

## Улоге
| Глумац           | Улога                        |
| ---------------- | ---------------------------- |
| Брус Вилис       | Еди Хокинс / Хадсон Хок      |
| Дени Ајело       | Томи Месина, Едијев пријатељ |
| Енди Мекдауел    | др Ана Бараљи                |
| Ричард Е. Грант  | Дарвин Мејфлауер             |
| Сандра Бернхард  | Минерва Мејфлауер            |
| Доналд Бартон    | Алфредо                      |
| Џејмс Коберн     | Џорџ Каплан                  |
| Дејвид Карусо    | Кит Кет                      |
| Лорејн Тусен     | Елмонд Џој                   |
| Френк Сталоне    | Цезар Марио                  |
| Ендру Бринјарски | Батерфингер                  |
| Дон Харви        | Сникерс                      |